# Pölitz
Pölitz es un municipio situado en el distrito de Stormarn, en el estado federado de Schleswig-Holstein (Alemania). Tiene una población estimada, a fines de marzo de 2024, de 1239 habitantes.
Está ubicado al noreste de Hamburgo y el río Elba y al suroeste de la ciudad de Lübeck.